# Lithobius sociellus
Lithobius sociellus är en mångfotingart som först beskrevs av Chamberlin 1955.  Lithobius sociellus ingår i släktet Lithobius och familjen stenkrypare.
Artens utbredningsområde är Peru. Inga underarter finns listade i Catalogue of Life.